# ۴۵ ارابه‌ران
۴۵ ارابه‌ران یک ستاره است که در صورت فلکی ارابه‌ران قرار دارد.